# Fredspalatset

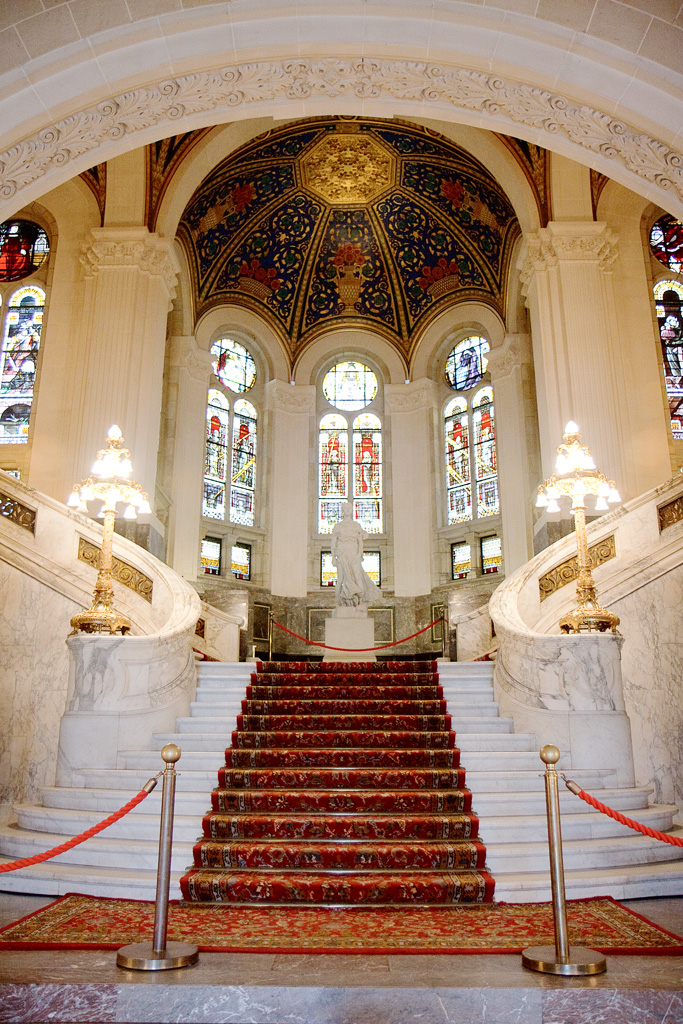
Interiör från Fredspalatset.

Fredspalatset (nederländska: Vredespaleis) är en byggnad i Haag i Nederländerna. Byggnaden restes mellan åren 1907 och 1913 och har sedan dess invigning funderat som säte för internationella juridiska institutioner och bibliotek.

## Historik
Fredspalatset uppfördes ursprungligen åt Permanenta skiljedomstolen och stod klart år 1913. Under mellankrigstiden inrymdes där även Fasta mellanfolkliga domstolen, som upprättades inom ramen för Nationernas förbund. Efter andra världskriget ersattes Fasta mellanfolkliga domstolen av Internationella domstolen som sedan dess har sitt säte i Fredspalatset.
Idag finns även Haagakademien för internationell rätt samt Fredspalatsets bibliotek i byggnaden. Fredspalatset hyser även olika evenemang som belyser folkrätten och internationella relationer.

## Struktur
Fredspalatsets utformning tillkom efter en arkitekttävling som utlysts av den skotske stålmagnaten Andrew Carnegie som stod bakom finansieringen av byggnationen. Det vinnande bidraget var en nyrenässansbyggnad av den franske arkitekten Louis Cordonnier. Även den nederländske arkitekten Johan Adrianus Gerard van der Steur bidrog, och Thomas Hayton Mawson ansvarade för omgivningen runt byggnaden. Den första stenen lades i samband med den andra Haagkonferensen år 1907 och flera deltagande stater donerade gåvor som än idag finns i palatset.